# Нага (присілок)
Нага (рос. Нагая) — присілок в Ульяновському районі Калузької області Російської Федерації.
Населення становить 4 особи. Входить до складу муніципального утворення Присілок Мелихово.

## Історія
Від 2004 року входить до складу муніципального утворення Присілок Мелихово

## Населення
1. Н/Д[2]